# Juan Acosta (futbolista)
Juan Manuel Acosta Díaz (Rocha, 11 de noviembre de 1993) es un futbolista uruguayo que juega de lateral derecho en el Boston River de la Primera Divsión de Uruguay.

## Trayectoria
Juan debutó como futbolista profesional el 6 de marzo de 2016 jugando para Rocha en el encuentro ante Cerro Largo con victoria 1 a 0, partido correspondiente al Campeonato Uruguayo de Segunda División 2016.
Para Rocha disputó 12 partidos oficiales, todos ellos en Segunda División. Hasta que el 1 de febrero de 2017 fue fichado por Cerro Largo.
En Cerro Largo tuvo 75 participaciones. Siendo de estos, 41 juegos por Segunda División.
Acosta fue parte del ascenso de Cerro Largo en el Campeonato Uruguayo de Segunda División 2018 y consiguiente Campeonato Uruguayo de Primera División 2019 en el cual consiguieron la clasificación a la Fase Previa de la Copa Libertadores 2020.
El gran campeonato hecho en 2019 fue propicio para que Peñarol se interesará en Juan. El 3 de enero de 2020 finalmente es fichado por el Carbonero.

## Clubes

### Estadísticas
Actualizado al 7 de marzo de 2021.
Último partido citado: Peñarol 2-0 River Plate.
| Club                        | Div.          | Temporada     | Liga  | Liga  | Liga   | Copas nacionales | Copas nacionales | Copas nacionales | Copas internacionales | Copas internacionales | Copas internacionales | Total | Total | Total  | Media goleadora |
| Club                        | Div.          | Temporada     | Part. | Goles | Asist. | Part.            | Goles            | Asist.           | Part.                 | Goles                 | Asist.                | Part. | Goles | Asist. | Media goleadora |
| --------------------------- | ------------- | ------------- | ----- | ----- | ------ | ---------------- | ---------------- | ---------------- | --------------------- | --------------------- | --------------------- | ----- | ----- | ------ | --------------- |
| Rocha F. C. · Uruguay       | 2.ª           | 2015-16       | 12    | 0     | 0      | 0                | 0                | 0                | 0                     | 0                     | 0                     | 12    | 0     | 0      | 0               |
| Rocha F. C. · Uruguay       | Total club    | Total club    | 12    | 0     | 0      | 0                | 0                | 0                | 0                     | 0                     | 0                     | 12    | 0     | 0      | 0               |
| Cerro Largo F. C. · Uruguay | 2.ª           | 2017          | 24    | 0     | 0      | 0                | 0                | 0                | 0                     | 0                     | 0                     | 24    | 0     | 0      | 0               |
| Cerro Largo F. C. · Uruguay | 2.ª           | 2018          | 17    | 0     | 0      | 0                | 0                | 0                | 0                     | 0                     | 0                     | 17    | 0     | 0      | 0               |
| Cerro Largo F. C. · Uruguay | 1.ª           | 2019          | 34    | 0     | 4      | 0                | 0                | 0                | 0                     | 0                     | 0                     | 34    | 0     | 4      | 0               |
| Cerro Largo F. C. · Uruguay | Total club    | Total club    | 75    | 0     | 4      | 0                | 0                | 0                | 0                     | 0                     | 0                     | 75    | 0     | 4      | 0               |
| C. A. Peñarol · Uruguay     | 1.ª           | 2020          | 8     | 0     | 1      | 0                | 0                | 0                | 0                     | 0                     | 0                     | 8     | 0     | 1      | 0               |
| C. A. Peñarol · Uruguay     | Total club    | Total club    | 8     | 0     | 1      | 0                | 0                | 0                | 0                     | 0                     | 0                     | 8     | 0     | 1      | 0               |
| Total carrera               | Total carrera | Total carrera | 95    | 0     | 5      | 0                | 0                | 0                | 0                     | 0                     | 0                     | 95    | 0     | 5      | 0               |
| 1.                          |               |               |       |       |        |                  |                  |                  |                       |                       |                       |       |       |        |                 |

## Palmarés

### Distinciones individuales
| Distinción                           | Año  |
| ------------------------------------ | ---- |
| Equipo ideal del Campeonato Uruguayo | 2019 |